# Alberto Vassallo di Torregrossa
Alberto Vassallo di Torregrossa (* 28. Dezember 1865 in San Cataldo; † 7. September 1959 ebenda) war ein italienischer Erzbischof der römisch-katholischen Kirche und Nuntius.

## Leben

### Ausbildung und Anfänge der diplomatischen Laufbahn
Alberto Vassallo di Torregrossa war der Sohn von Rose und Rosario von Torregrossa. Er besuchte das erzbischöfliche Priesterseminar von Catania, anschließend das Kolleg von San Michele, Acireale. Er studierte am päpstlichen römischen Priesterseminar katholische Theologie, Kirchen- und Zivilrecht.
Am 22. September 1888 empfing Vassallo di Torregrossa durch Giuseppe Francica-Nava de Bontifè die Priesterweihe und wurde Pfarrer an der Kirche von San Sebastian in Caltanissetta. Er hielt seine Primiz in der Kirche seiner Heimatgemeinde San Cataldo. Am 25. November 1913 wurde er zum Titularerzbischof von Hemesa ernannt; die Bischofsweihe spendete ihm am 18. Januar 1914 Rafael Merry del Val y Zulueta. Vom 25. November 1913 bis 1925 war er Apostolischer Nuntius bei verschiedenen südamerikanischen Regierungen. So war er 1913 bis 1916 Apostolischer Nuntius in Kolumbien, bis 1920 Internuntius in Argentinien und bis 1925 Nuntius in Paraguay.

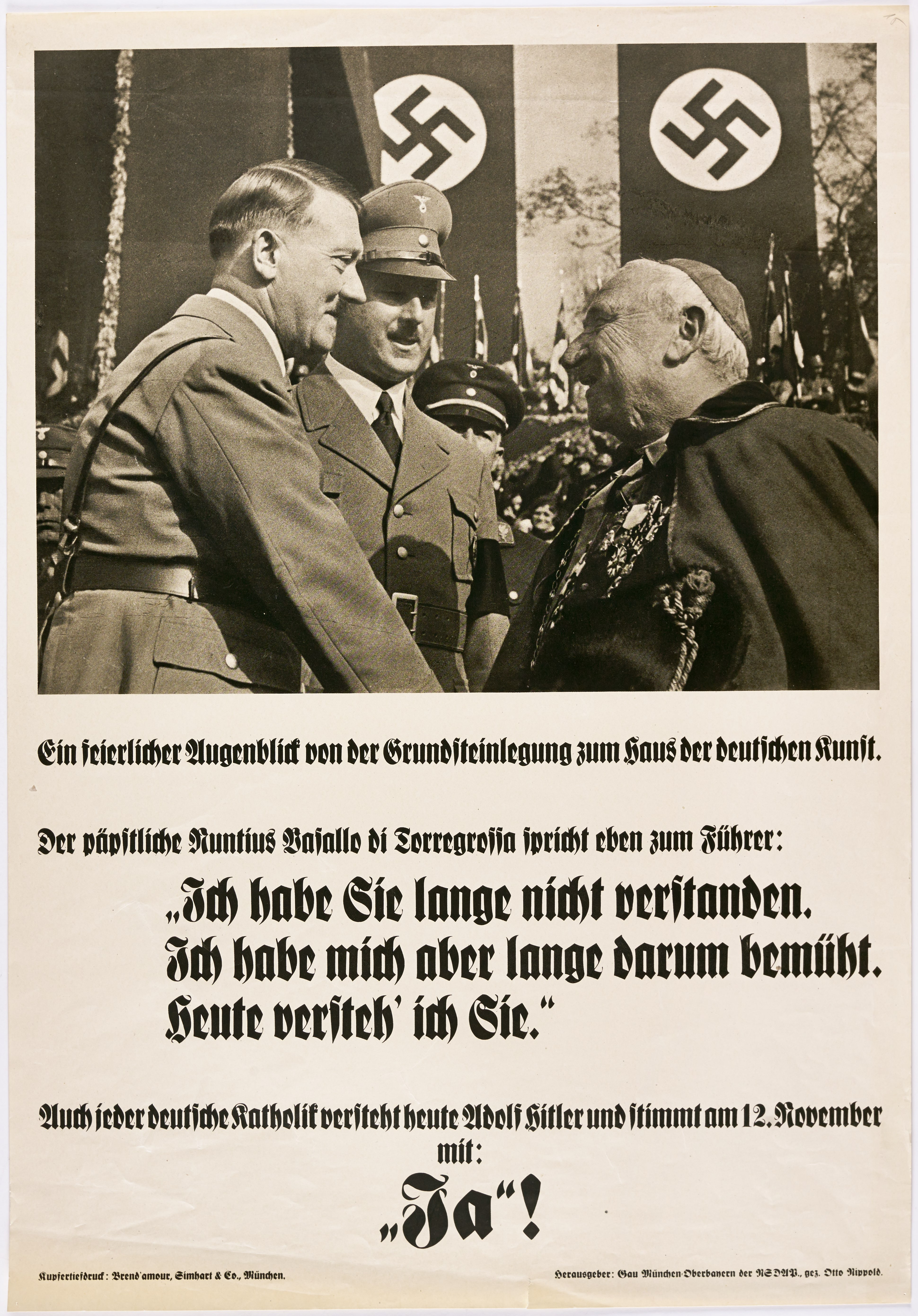
Wahlplakat der NSDAP zur Reichstagswahl am 12. November 1933

### Nuntius in München
Von 1925 bis zum 31. Mai 1934 war Vassallo di Torregrossa Apostolischer Nuntius für Bayern. Am 15. Oktober 1933 traf er Hitler bei der Grundsteinlegung des Hauses der Kunst in München und sagte damals zu Hitler: „Ich habe Sie lange nicht verstanden, aber ich habe mich lange darum bemüht. Heute verstehe ich Sie.“ Das Reichsministerium für Volksaufklärung und Propaganda nutzte eine Fotografie, die Vasallo di Torregrossa und Hitler bei dieser Gelegenheit zeigt, sowie das Zitat von Vasallo di Torregrossa für ein Plakat zur Reichstagswahl am 12. November 1933, verbunden mit der Abstimmung zum Austritt aus dem Völkerbund, und ergänzte: »Auch jeder deutsche Katholik versteht heute Adolf Hitler und stimmt am 12. November mit „Ja“!«
Der SA-Gruppenführer Franz Xaver Schwarz forderte am 17. November 1933, den Nuntius aus dem Anwesen Brienner Straße 15 auszuquartieren. Denn nach den Plänen von Paul Ludwig Troost würde das Grundstück für Parteibauten in der Umgebung des Braunen Hauses benötigt. Daraufhin wurde Vassallo di Torregrossa im Frühjahr 1934 in das Palais Seyssel d’Aix umquartiert. Durch das Gesetz über den Neuaufbau des Reiches vom 30. Januar 1934 verloren Bayern und die übrigen deutschen Länder das Recht, eigene diplomatische Vertretungen zu unterhalten und ausländische Gesandte zu akkreditieren. Infolgedessen wurde die Nuntiatur in München am 30. Mai 1934 aufgelöst. Gleichwohl durfte Nuntius Vassallo di Torregrossa unter Beibehaltung seiner exterritorialen Rechte zunächst in München bleiben. Im Zuge der Maßnahmen des NS-Staates gegen die katholische Kirche in Deutschland in den Jahren 1935/1936 durchsuchte die Sonderstaatsanwaltschaft Berlin unter Mitwirkung der Gestapo vom 1. bis zum 3. Oktober 1936 das Palais Seyssel d’Aix. Am 23. Oktober 1936 verließ Alberto Vassallo di Torregrossa München.
Bis zu seinem Tod lebte Alberto Vassallo di Torregrossa zurückgezogen in seiner Heimatstadt.

## Auszeichnungen
- Komtur II. Klasse des Albrechts-Ordens
- Komtur des Leopoldsordens
- Ritter I. Klasse des Ordens vom Heiligen Michael
- Ritter des Verdienstordens der Bayerischen Krone
- Komtur des Ritterordens vom Heiligen Grab zu Jerusalem